# 341-я стрелковая дивизия (2-го формирования)
341-я стрелковая дивизия (341 сд) — общевойсковое тактическое формирование (соединение, стрелковая дивизия) РККА ВС Союза ССР, принимавшее участие в Великой Отечественной войне.

## История
Дивизия сформирована 3 июня 1944 года на базе 77-й морской стрелковой бригады в составе 19-й армии.
В действующей армии с 3 июня 1944 года по 12 января 1945 года.
С момента сформирования находилась на кандалакшском направлении, в сентябре 1944 года участвует в преследовании противника на кандалакшском направлении войсками 19-й армии в районе Алакуртти, затем до ноября 1944 года находилась на государственной границе Союза ССР.
12 января 1945 года формирование было передислоцировано в Кандалакшу, где и находилось до окончания военных действий.
18 мая 1955 года дивизия была переименована в 54-ю стрелковую дивизию (не путать 54-й стрелковой дивизией, существовавшей в 1919—1945 годах). Штаб дивизии был перемещён в посёлок Алакуртти.
4 июня 1957 года дивизия переформирована в 54-ю мотострелковую дивизию. С 1945 года входила в состав Северного военного округа, с 1960 года — в состав 6-й общевойсковой армии Ленинградского военного округа.
01.09.1997 года переформирована в 62 омсбр, а 01.05.1998 года 62 омсбр свёрнута в 35-ю БХВТ.

## В составе
| Дата            | Фронт (округ)             | Армия                | Корпус (группа)         | Примечания |
| --------------- | ------------------------- | -------------------- | ----------------------- | ---------- |
| 01.07.1944 года | Карельский фронт          | 19-я армия           | -                       | -          |
| 01.08.1944 года | Карельский фронт          | 19-я армия           | -                       | -          |
| 01.09.1944 года | Карельский фронт          | 19-я армия           | -                       | -          |
| 01.10.1944 года | Карельский фронт          | 19-я армия           | 134-й стрелковый корпус | -          |
| 01.11.1944 года | Карельский фронт          | 19-я армия           | 134-й стрелковый корпус | -          |
| 01.12.1944 года | -                         | 14-я отдельная армия | 131-й стрелковый корпус | -          |
| 01.01.1945 года | -                         | 14-я отдельная армия | -                       | -          |
| 01.02.1945 года | Беломорский военный округ | -                    | -                       | -          |
| 01.03.1945 года | Беломорский военный округ | -                    | -                       | -          |
| 01.04.1945 года | Беломорский военный округ | -                    | -                       | -          |
| 01.05.1945 года | Беломорский военный округ | -                    | -                       | -          |

## Состав
- управление
- 251-й стрелковый полк
- 279-й стрелковый полк
- 281-й стрелковый полк
- 1017-й артиллерийский полк
- 48-й отдельный истребительно-противотанковый дивизион
- 93-я разведывательная рота
- 299-й отдельный сапёрный батальон
- 789-й отдельный батальон связи (635-я отдельная рота связи)
- 423-й медико-санитарный батальон
- 228-я отдельная рота химической защиты
- 254-я автотранспортная рота
- 189-я полевая хлебопекарня
- 344-й дивизионный ветеринарный лазарет
- 895-я полевая почтовая станция
- 1680-я полевая касса Госбанка

- управление
- 221-й мотострелковый полк (г. Кандалакша);
- 251-й мотострелковый полк (г. Кандалакша);
- 281-й мотострелковый полк (п. Алакуртти);
- 82-й отдельный танковый батальон (п. Алакуртти);
- 441-й артиллерийский полк (п. Алакуртти);
- 454-й зенитный артиллерийский полк (п. Алакуртти);
- 33-й отдельный ракетный дивизион;
- 790-й отдельный разведывательный батальон (п. Алакуртти);
- 789-й отдельный батальон связи (п. Алакуртти);
- 299-й отдельный инженерно-сапёрный батальон (п. Алакуртти);
- 160-й отдельный учебный ремонтно-восстановительный батальон;
- 1481-й отдельный батальон материального обеспечения;
- 423-й отдельный медико-санитарный батальон;[2]

## Командир (период)
- Обыденкин, Иван Васильевич (01.05.1944 — 13.10.1944), полковник;
- Молоков, Архип Владимирович (14.10.1944 — 27.10.1944), полковник;
- Москалёв, Игнатий Алексеевич (28.10.1944 — 08.1945), полковник;
- Турьев, Степан Ильич (08.1945 — 19.04.1947), полковник;
- Терентьев, Иван Васильевич (19.04.1947 — 10.01.1951), генерал-майор;
- Романенко, Павел Викторович (10.01.1951 — 30.07.1954), полковник, с 3.08.1953 генерал-майор;
- Дудченко, Илларион Иванович (30.07.1954 — 29.11.1958), полковник;
- Баюра, Дмитрий Петрович (29.11.1958 — 02..03.1963), полковник, с 9.05.1961 генерал-майор;
- Варенников, Валентин Иванович (02.03.1963 — 25.08.1965), полковник, с 16.06.1965 генерал-майор;
- Мережко, Анатолий Григорьевич (25.08.1965 — 12.1966), генерал-майор;
- Кириллов, Иван Васильевич (12.1966 — 19.01.1973), полковник, с 19.06.1968 генерал-майор;
- Бадейкин, Николай Григорьевич (19.01.1973 — 23.07.1975), генерал-майор;
- Кобылинский, Василий Петрович (23.07.1975 — ?), полковник, с 5.05.1976 генерал-майор.